# Chiesanuova (Italie)
Pour les articles homonymes, voir Chiesanuova.
Chiesanuova (en français Égliseneuve) est une commune italienne de moins de 1 000 habitants située dans la ville métropolitaine de Turin dans la région Piémont dans le Nord-Ouest de l'Italie.

## Géographie
Chiesanuova se trouve dans la « Valle Sacra. »

## Administration
| Période                                  | Période  | Identité       | Étiquette | Qualité |
| ---------------------------------------- | -------- | -------------- | --------- | ------- |
| 14 juin 2004                             | En cours | Dante Michetti | civica    |         |
| Les données manquantes sont à compléter. |          |                |           |         |

### Communes limitrophes
Frassinet, Pont-Canavese, Borgiallo, Cuorgnè